# Kap Douglas
Das Kap Douglas ist ein eisbedecktes Kap an der Shackleton-Küste der antarktischen Ross Dependency. Auf der Westseite des Ross-Schelfeises markiert es die südliche Grenze der Einfahrt zum Matterson Inlet.
Teilnehmer der Discovery-Expedition (1901–1904) des britischen Polarforschers Robert Falcon Scott entdeckten es. Scott benannte es nach Admiral Archibald Lucius Douglas (1842–1913), der bei der Admiralität die Bereitstellung von Seeleuten für die Expedition durchgesetzt hatte.